# Clandulla
Clandulla är en ort i Australien. Den ligger i kommunen Mid-Western Regional och delstaten New South Wales, i den sydöstra delen av landet, omkring 160 kilometer nordväst om delstatshuvudstaden Sydney. Antalet invånare är 367.
Trakten runt Clandulla är nära nog obefolkad, med mindre än två invånare per kvadratkilometer.. Närmaste större samhälle är Kandos, nära Clandulla. 
I omgivningarna runt Clandulla växer huvudsakligen savannskog. Genomsnittlig årsnederbörd är 902 millimeter. Den regnigaste månaden är februari, med i genomsnitt 182 mm nederbörd, och den torraste är oktober, med 21 mm nederbörd.